# Bovídeos
Os bovídeos (latim científico: Bovidae) constituem uma família de mamíferos ruminantes, à qual pertencem animais domésticos, como ovelha, cabra e bois, além de selvagens, como os antílopes e bisontes. A família está bem distribuída geograficamente, sendo ausente apenas na Austrália, e ocupa habitats diversos. Os bovídeos são animais herbívoros cujos ancestrais surgiram no Miocénico.
Os maiores bovídeos pesam mais de 1 tonelada e medem mais de 2 metros de altura do ombro; os menores pesam aproximadamente 3 quilogramas e não são mais altos do que um gato doméstico grande. Alguns são encorpados e musculosos, outros são leves e com pernas longas. Muitas espécies congregam-se em grupos grandes com estruturas sociais complexas, mas outras são na maioria do tempo solitários. Dentro de sua distribuição geográfica, ocupam uma grande variedade de habitats, do deserto à tundra e da floresta tropical densa às montanhas elevadas.
A maioria de membros da família é herbívora (as exceções são os duikers, que são onívoros). Todos os bovideos têm um estômago tetra-compartimentado que permite que a maioria deles digira alimentos que são demasiadamente baixos em nutrientes para muitos outros animais. Nenhum animal pode digerir diretamente a celulose: como (por exemplo) cangurus e cupins, esses animais (inclusive os bovídeos) possuem bactérias no estômago para quebrar a celulose por fermentação.
Por causa do tamanho e do peso de seus sistemas digestivos complexos, muitos bovídeos têm uma configuração sólida, já os membros mais graciosos da família tendem a ter dietas mais seletivas, ao invés de pastarem. Seus dentes caninos estão ausentes ou modificados para servirem de incisivos extras. Eles também possuem um casco com dois dedos e todos os machos (e muitas fêmeas) têm chifres, sendo que o tamanho e a forma variam extremamente, mas a estrutura básica é sempre uma única saliência óssea sem filiais e coberta de queratina.
A família é conhecida através de registros fósseis do início do Mioceno. O maior número de bovídeos modernos é encontrado na África, com substanciais populações, mas menos diversas na Ásia e América do Norte. Pensa-se que muitas da espécie do bovídeos, que evoluiram na Ásia, eram incapazes de sobreviver ao advento repentino de um predador novo e estranho (seres humanos que vieram da África no Pleistoceno tardio), já as espécies africanas, tiveram muitos milhares dos anos, talvez dos alguns milhões, para se adaptar gradualmente ao desenvolvimento de habilidades humanas de caça. É notável que muitas das espécies de bovídeos de origem asiática (bodes, bois, carneiros, búfalos-de-água, iaque) foram domesticados, acredita-se que os bovídeos asiáticos tiveram menos medo dos seres humanos e eram mais dóceis.
O número pequeno de bovídeos americanos modernos chegaram relativamente recentes pela ponte de terra de Beringia. São o bisonte, o carneiro-selvagem (ou bighorn), o carneiro-de-dall e a cabra-das-montanhas-rochosas.
Nota: o adjetivo bovídeo refere-se a esta família e não é sinônimo de bovino. Um bovídeo pode ser um bovino, no caso do búfalo, ou não, no caso da ovelha.

## Classificação
A família Bovidae consiste em 153 espécies existentes distribuídas em duas subfamílias, 12 tribos e 54 gêneros. Isso não inclui espécies híbridas nem espécies pré-históricas extintas. Além disso, 3 espécies de bovídeos foram extintas num passado relativamente recente, há menos de 400 anos. A lista abaixo está de acordo com a taxonomia mais recente, baseada em estudos genéticos.
- Subfamília Antilopinae
  - Tribo Aepycerotini
    - Gênero Aepyceros – 1 espécie

  - Tribo Alcelaphini
    - Gênero Alcelaphus – 1 espécie
    - Gênero Beatragus – 1 espécie
    - Gênero Connochaetes – 2 espécies
    - Gênero Damaliscus – 2 espécies

  - Tribo Antilopini
    - Gênero Ammodorcas – 1 espécie
    - Gênero Antidorcas – 1 espécie
    - Gênero Antilope – 1 espécie
    - Gênero Dorcatragus – 1 espécie
    - Gênero Eudorcas – 4 espécies existentes e 1 extinta
    - Gênero Gazella – 9 espécies
    - Gênero Litocranius – 1 espécie
    - Gênero Madoqua – 7 espécies
    - Gênero Nanger – 5 espécies
    - Gênero Ourebia – 1 espécie
    - Gênero Procapra – 3 espécies
    - Gênero Raphicerus – 3 espécies
    - Gênero Saiga – 1 espécie

  - Tribo Caprini
    - Gênero Ammotragus – 1 espécie
    - Gênero Arabitragus – 1 espécie
    - Gênero Budorcas – 2 espécies
    - Gênero Capra – 10 espécies
    - Gênero Capricornis – 4 espécies
    - Gênero Hemitragus – 1 espécie
    - Gênero Nemorhaedus – 6 espécies
    - Gênero Nilgiritragus – 1 espécie
    - Gênero Oreamnos – 1 espécie
    - Gênero Ovibos – 1 espécie
    - Gênero Ovis – 7 espécies
    - Gênero Pantholops – 1 espécie
    - Gênero Pseudois – 1 espécie
    - Gênero Rupicapra – 2 espécies

  - Tribo Cephalophini
    - Gênero Cephalophorus – 11 espécies
    - Gênero Cephalophula – 1 espécie
    - Gênero Cephalophus – 4 espécies
    - Gênero Leucocephalophus – 1 espécie
    - Gênero Philantomba – 3 espécies
    - Gênero Sylvicapra – 1 espécie

  - Tribo Hippotragini
    - Gênero Addax – 1 espécie
    - Gênero Hippotragus – 2 espécies existentes e 1 extinta
    - Gênero Oryx – 4 espécies

  - Tribo Neotragini
    - Gênero Neotragus – 1 espécie
    - Gênero Nesotragus – 2 espécies

  - Tribo Oreotragini
    - Gênero Oreotragus – 1 espécie

  - Tribo Reduncini
    - Gênero Kobus – 5 espécies
    - Gênero Pelea – 1 espécie
    - Gênero Redunca – 3 espécies

- Subfamília Bovinae
  - Tribo Boselaphini
    - Gênero Boselaphus – 1 espécie
    - Gênero Tetracerus – 1 espécie

  - Tribo Bovini
    - Gênero Bos – 9 espécies existentes e 1 extinta
    - Gênero Bubalus – 5 espécies
    - Gênero Pseudoryx – 1 espécie
    - Gênero Syncerus – 1 espécie

  - Tribo Tragelaphini
    - Gênero Tragelaphus – 10 espécies

Outrora, a família Bovidae era dividida em 10 subfamílias, como listado a seguir, mas essa classificação está agora desatualizada diante dos estudos filogenéticos mais recentes.
- Família Bovidae
  - Subfamília Aepycerotinae: impalas
  - Subfamília Alcelaphinae: vacas-do-mato, hirolas, gnus, topis (ou mezanzes ou cacus) e bonteboques
  - Subfamília Antilopinae: antílopes verdadeiros, gazelas e saigas
  - Subfamília Bovinae: bois, búfalos e antílopes de chifres espiralados
  - Subfamília Caprinae: carneiros, tahrs, takins, seraus, gorais, camurças, bois-almiscarados, cabras e ovelhas
  - Subfamília Cephalophinae: duikers (ou cabritos ou bâmbis)
  - Subfamília Hippotraginae: adax, órix e palancas
  - Subfamília Pantholopinae: chirus (ou antílopes-tibetanos)
  - Subfamília Peleinae: riboques
  - Subfamília Reduncinae: cobos e changos